# Stonyhill
Stonyhill (auch: Stoneyhill, Stony Hill) ist eine Siedlung auf der Insel Nevis im Inselstaat St. Kitts und Nevis in der Karibik. 

## Geographie
Die Siedlung liegt im Parish Saint George Gingerland im Südosten der Insel in den Ausläufern des Nevis Peak, wo das Klima nicht so drückend ist, wie an der Küste. Eine Familie Webbe aus Cornwall gehört zu den namhaftesten Siedlern.